# Gonio

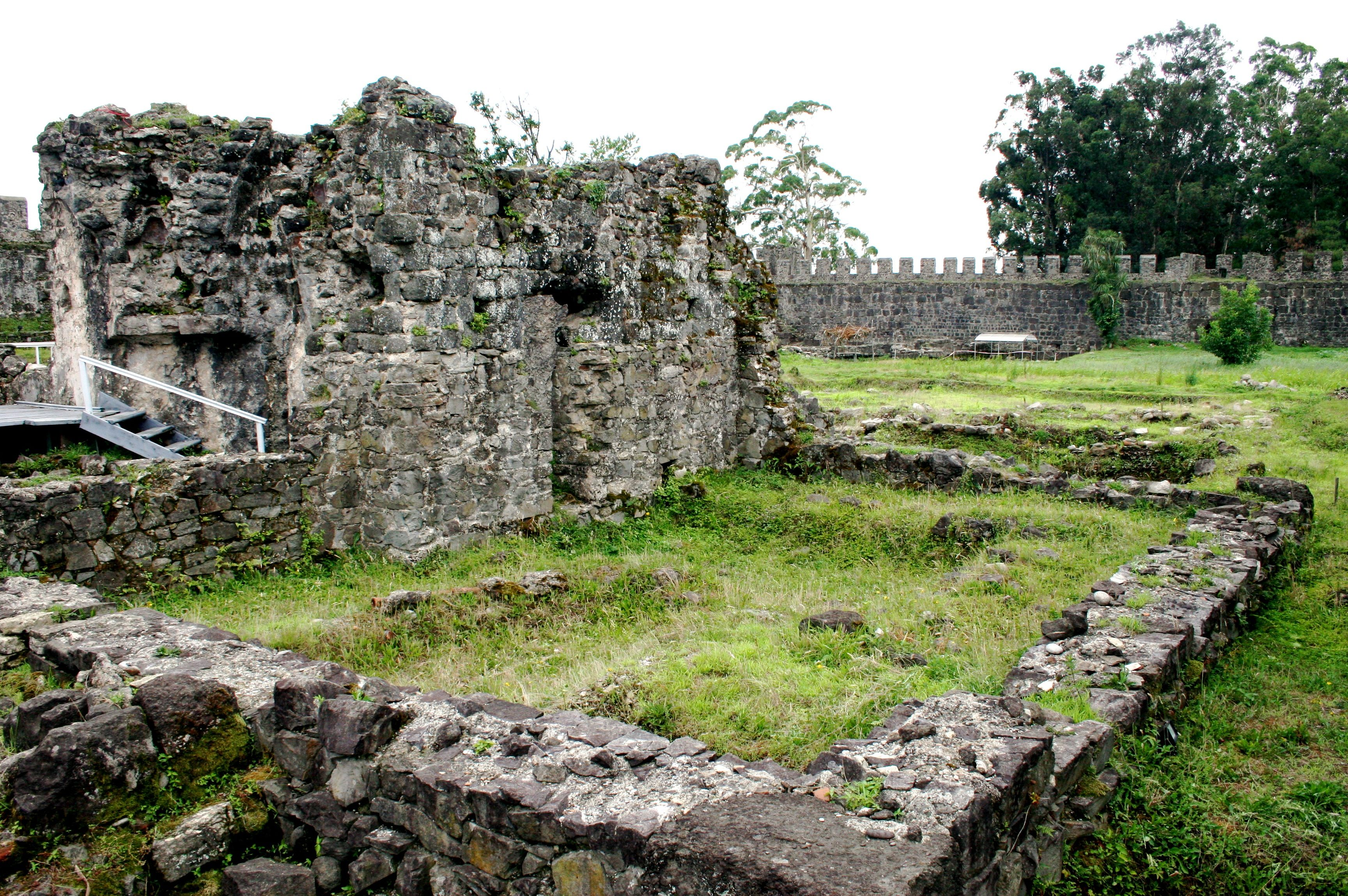
Zbytky zdí uvnitř pevnosti

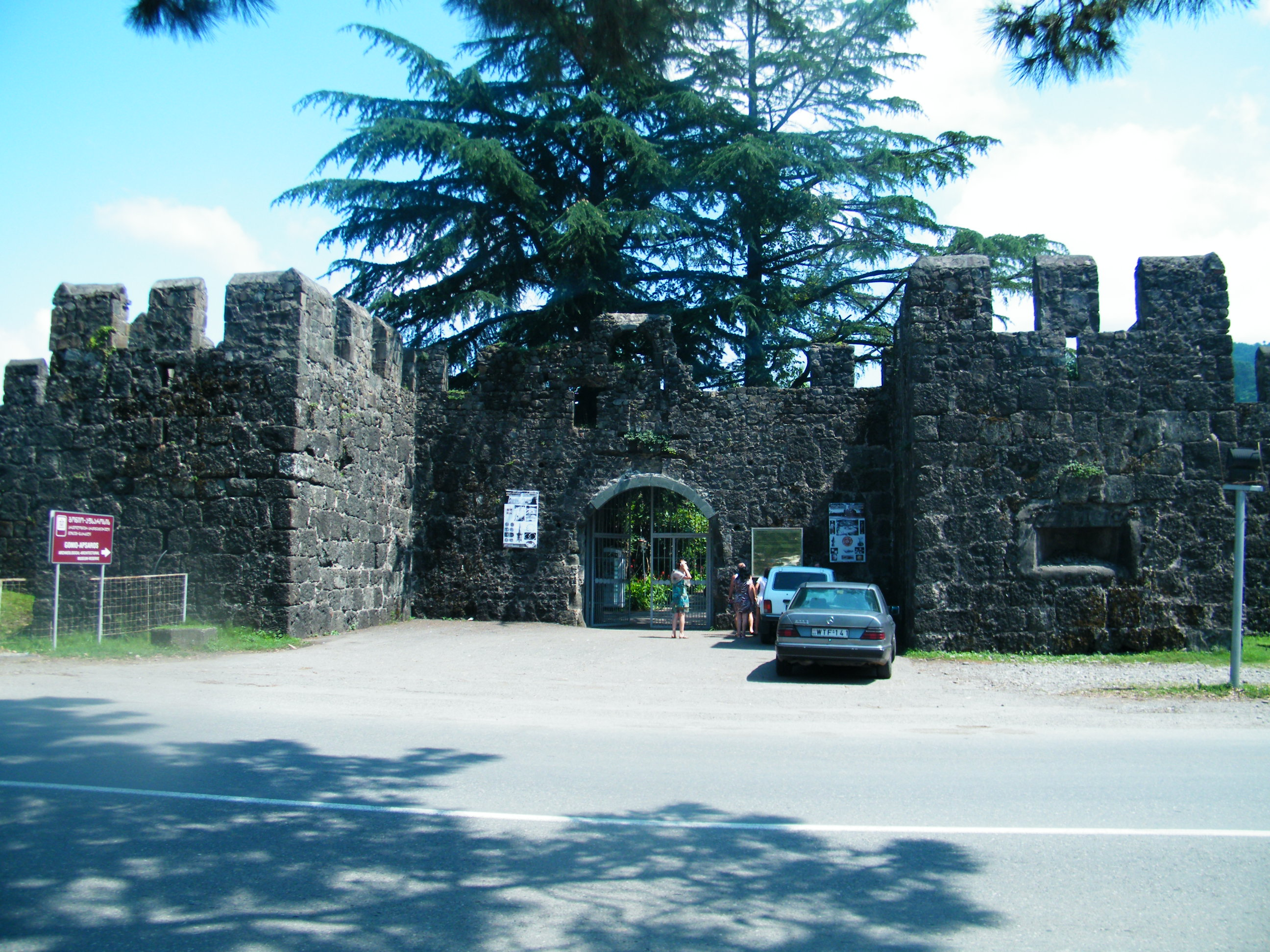
Vstupní brána do pevnosti

Pevnost Gonio (gruzínsky გონიოს ციხე, historicky nazývaná Apsaros, představuje zbytek římského opevněného města v Adžárii na jihozápadě Gruzie, 15 km jižně od Batumi a nedaleko hranic s Tureckem. Pevnost se nachází na břehu Černého moře při ústí řeky Čoroch.
První zmínka o pevnosti pochází z 1. století z díla Naturalis historia Plinia staršího. Ve 2. století se jednalo o dobře opevněné římské město s divadlem a hippodromem, posádku tvořilo až 1500 vojáků. Město je někdy považované za římské centrum v oblasti Kolchidy.
Po pádu Římské říše se pevnost dostala do oblasti vlivu Byzantské říše, krátce zde měli obchodní základnu Janované. Ve 14. století byl poprvé použit název Gonio.
V roce 1547 se Gonio stalo součástí Osmanské říše, v roce 1878 bylo po rusko-turecké válce podle Sanstefanské mírové smlouvy přičleněno k Ruskému impériu.
Podle jedné z tradic se v pevnosti nalézá hrob apoštola svatého Matěje.
Z pevnosti se dochovaly hradby a zbytky zdí vnitřních objektů. Archeologické vykopávky na území pevnosti znovu probíhají od 90. let 20. století. Jedná se o vyhledávaný turistický cíl, nachází se zde také archeologická expozice.